# رودخانه ووئوکسی
رودخانه ووئوکسی رودی است که از دریاچه سایما سرچشمه می‌گیرد و به دریاچه لادوگا می‌ریزد. این رود از کشورهای فنلاند و روسیه می‌گذرد. طول آن ۱۶۲ کیلومتر (۱۰۱ مایل)، ارتفاع سرچشمه آن ۷۴ متر (۲۴۳ فوت) است.